# Rockport (Kentucky)
Rockport é uma cidade localizada no estado americano de Kentucky, no Condado de Ohio.

## Demografia
Segundo o censo americano de 2000, a sua população era de 334 habitantes.
Em 2006, foi estimada uma população de 347, um aumento de 13 (3.9%).

## Geografia
De acordo com o United States Census Bureau tem uma área de
2,1 km², dos quais 2,0 km² cobertos por terra e 0,1 km² cobertos por água.

## Localidades na vizinhança
O diagrama seguinte representa as localidades num raio de 16 km ao redor de Rockport.